# Literaturjahr 1706
Liste der Literaturjahre

Literaturjahr 1706 | 1707

Weitere Ereignisse
Dieser Artikel behandelt das Literaturjahr 1706.

## Ereignisse
- 23. Mai: Die Schlacht bei Ramillies,[1] ein militärischer Sieg der britischen Streitkräfte unter der Führung des John Churchill, 1. Duke of Marlborough im Spanischen Erbfolgekrieg inspiriert verschiedene englische Dichter.[2][3]
- George Farquhar (1678–1707) verfasst die Komödie The Recruiting Officer (Der Werbeoffizier), in der er die Aushebung von Rekruten innerhalb einer Kleinstadt parodiert.[4]
- Daniel Defoe wird als Agent der Regierung nach Edinburgh gesandt. Außerdem verfasst er die kurze Erzählung Apparition of Mrs Veal, „die sich wie ein Phantasieprodukt liest, aber auf den Forschungen beruht, die Defoe durchgeführt hatte“.[5]
- 5. November: Die erste Ausgabe einer irischen Tageszeitung erscheint dank Jonathan Gowan in der Back-lane mit der Dublin Gazette.[6][7][8]
- Der Philosoph Samuel Clarke attackiert die Ansichten von Henry Dodwell bezüglich der Unsterblichkeit der Seele.

## Neuerscheinungen

### Prosa
- Christian Friedrich Hunold (Menantes)  – Satyrischer Roman
- Anonymus – Arabian Nights Entertainments (Reihe, aus dem Französischen übersetzt)
- Daniel Defoe – A True Relation of the Apparition of one Mrs. Veal (zugeschrieben)
- John Philips – Cerealia: An imitation of Milton
- Matthew Prior – The Squirrel
- Jonathan Swift – Baucis and Philemon
- Ned Ward – The London Spy

### Drama

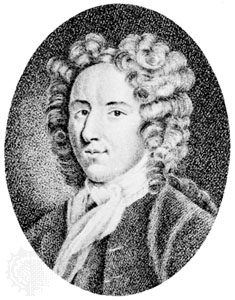
George Farquhars Komödie The Recruiting Officer erlebt 1706 ihre Uraufführung

- Thomas Betterton – The Amorous Widow
- Susanna Centlivre – Love at a Venture
- Colley Cibber – Perolla and Izadora
- Catherine Trotter Cockburn – The Revolution of Sweden
- Antoine Danchet – Cyrus
- Thomas d’Urfey – Wonders in the Sun (Oper)
- George Farquhar – The Recruiting Officer
- George Granville – The British Enchanters, or No Magic Like Love
- Delarivier Manley – Almyna, or The Arabian Vow
- Mary Pix (zugeschrieben) – The Adventures in Madrid
- Nicholas Rowe – Ulysses
- John Vanbrugh – The Mistake

### Lyrik
- Daniel Baker – The History of Job

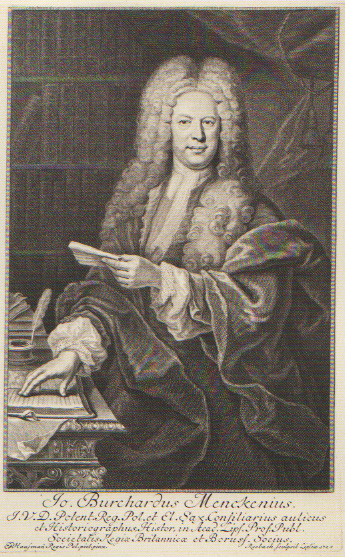
Johann Burckhardt Mencke (1674–1732) veröffentlicht 1706 Philanders von der Linde Schertzhaffte Gedichte …

- Richard Blackmore – An advice to the poets: a poem occasioned by the wonderful success of her majesty's arms, under the conduct of the duke of Marlborough in Flanders
- William Congreve – A Pindarique Ode. . . the Conduct of the Duke of Marlborough
- Daniel Defoe
  - Caledonia
  - A Hymn to Peace
  - Jure Divino
  - The Vision
- John Dennis – The Battle of Ramillia
- Johann Burckhardt Mencke (anonym veröffentlicht) – Philanders von der Linde Schertzhaffte Gedichte …[9]
- William Harison – Woodstock Park
- Isaac Watts – Horae Lyricae[10]

### Sachliteratur

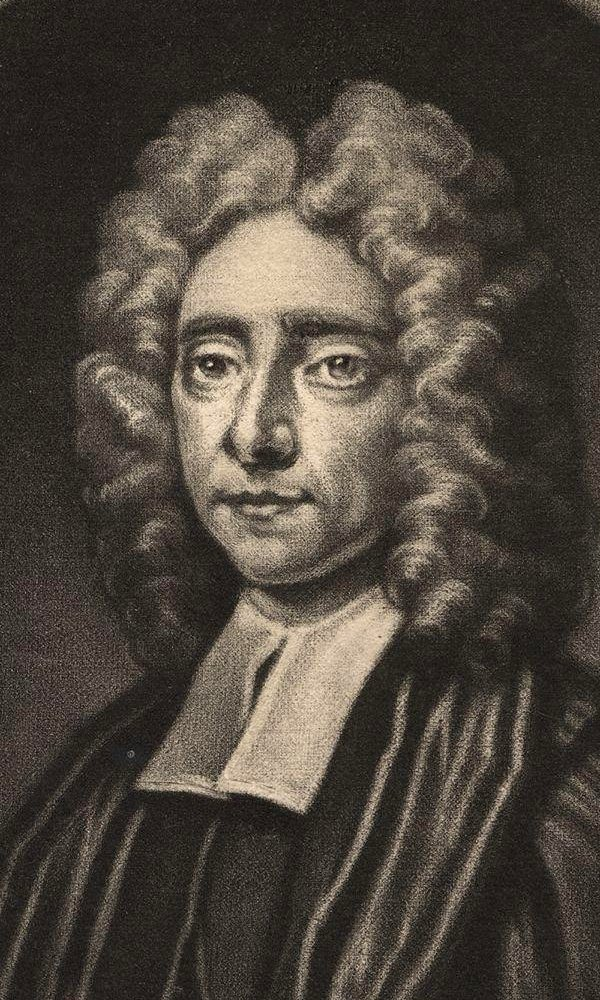
Samuel Clarke (1675–1729) veröffentlicht 1706 A Discourse Concerning the Unchangeable Obligations of Natural Religion

- Arthur Bedford – The Evil and Dangers of Stage-Plays
- Samuel Clarke – A Discourse Concerning the Unchangeable Obligations of Natural Religion
- Stephen Clay – An Epistle from the Elector of Bavaria to the French King
- Daniel Defoe – An Essay at Removing National Prejudices Against a Union with Scotland
- John Dennis – Essay on the Operas after the Italian Manner
- Johann Caspar Eberti – Eröffnetes Cabinet Deß Belehrten Frauen-Zimmers
- White Kennett – The History of England from the Commencement of the Reign of Charles I to the End of William III
- Ilja Kopievich – Manuductio in Grammaticam in Slavonico Rosseanam (Руковедение в грамматыку во славенороссийскую)
- John Locke – Posthumous Works of Mr John Locke
- Simon Ockley – Introductio ad linguas orientales
- Thomas Tickell – Oxford
- Matthew Tindal – The Rights of the Christian Church Asserted
- Levinus Vincent – Wondertooneel der Nature Band 1 (Bd. 2 erscheint 1715)

## Geboren

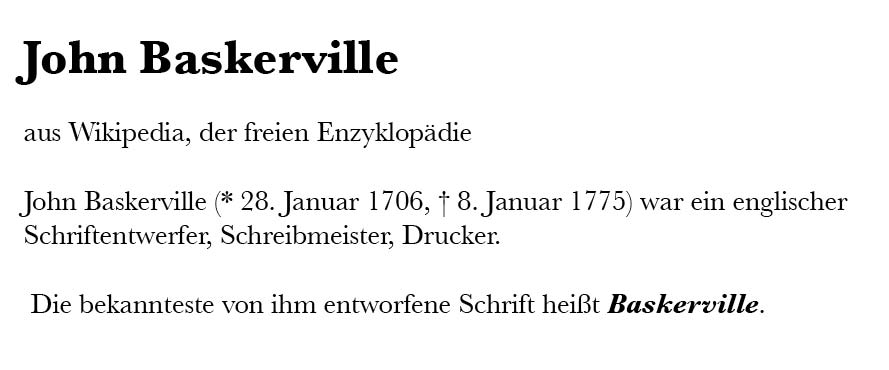
Heutige Baskerville-Schrift

- 03. Januar: Johann Caspar Füssli, Schweizer Maler und Schriftsteller († 1782)
- 07. Januar: Johann Heinrich Zedler, Buchhändler und Verleger in Leipzig († 1751)
- 17. Januar: Benjamin Franklin, neuenglischer Drucker, Verleger, Schriftsteller, Naturwissenschaftler, Erfinder und Staatsmann. († 1790)
- 28. Januar: John Baskerville, Drucker und Typograph († 1775)
- 06. April: Louis de Cahusac, französischer Dramenautor und Librettist  († 1759)
- 11. April: Christian Ludwig Taddel, deutscher Verwaltungsjurist und Dichter († 1775)
- 22. Juni: Johann Christoph Pohl, deutscher Mediziner und Autor († 1780)
- 27. Juli: Heinrich Lindenborn, rheinischer Journalist, Satiriker und Kirchenlieddichter († 1750)
- 21. Oktober: Johann Rudolf Kiesling,  deutscher lutherischer Theologe und Orientalist († 1778)
- 29. Oktober: Wacław Rzewuski, polnischer Dichter, Literaturtheoretiker und Hetman († 1779)
- 08. November: Johann Ulrich von Cramer, deutscher Philosoph und Jurist († 1772)
- 14. November: Benjamin Hoadly, anglikanischer Bischof, Initiator der Bangorian Kontroverse († 1761)
- 17. Dezember: Émilie du Châtelet, französische Mathematikerin, Physikerin, Philosophin und Übersetzerin der frühen Aufklärung sowie Freundin Voltaires († 1749)
- 19. Dezember: Louis-Charles Fougeret de Monbron, französischer Literat und Schriftsteller († 1760)
- 19. Dezember: Christian Knauthe,  Oberlausitzer Geschichtsforscher und Pfarrer in Friedersdorf († 1784)
- genaues Datum unbekannt: George Ballard, englischer Antiquar und Biograph (Memoirs of British Ladies) († 1755)
- genaues Datum unbekannt: Antoni Fiter i Rossell, andorranischer Jurist und Autor († 1748)

## Gestorben

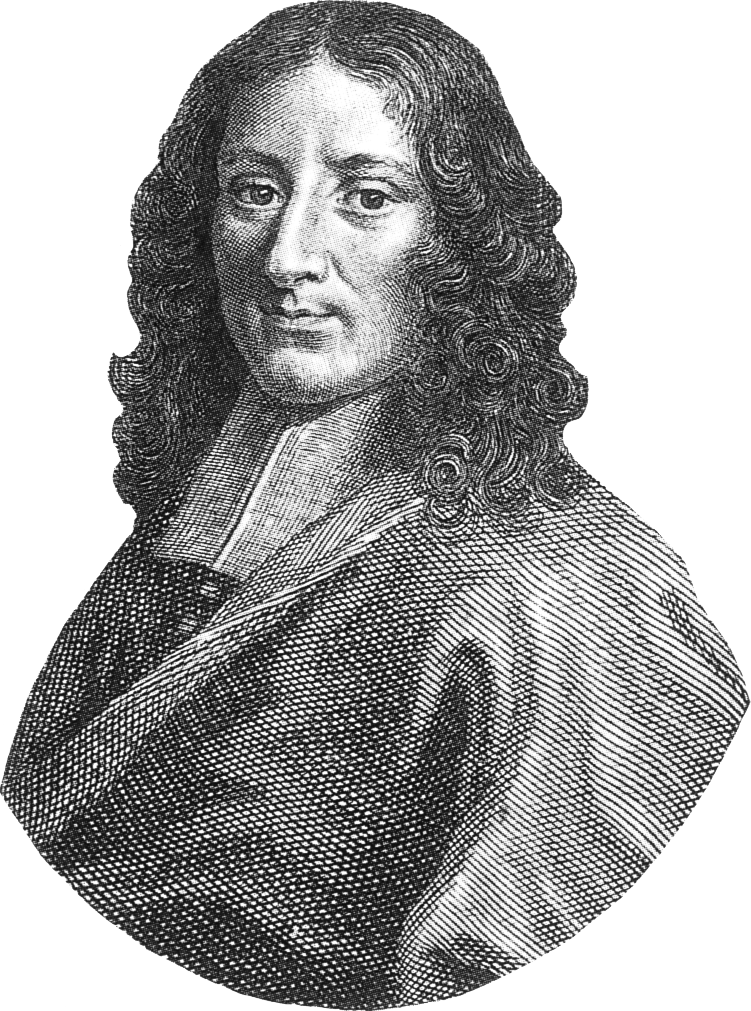
Pierre Bayle, Porträt von Pierre Savart (1774)

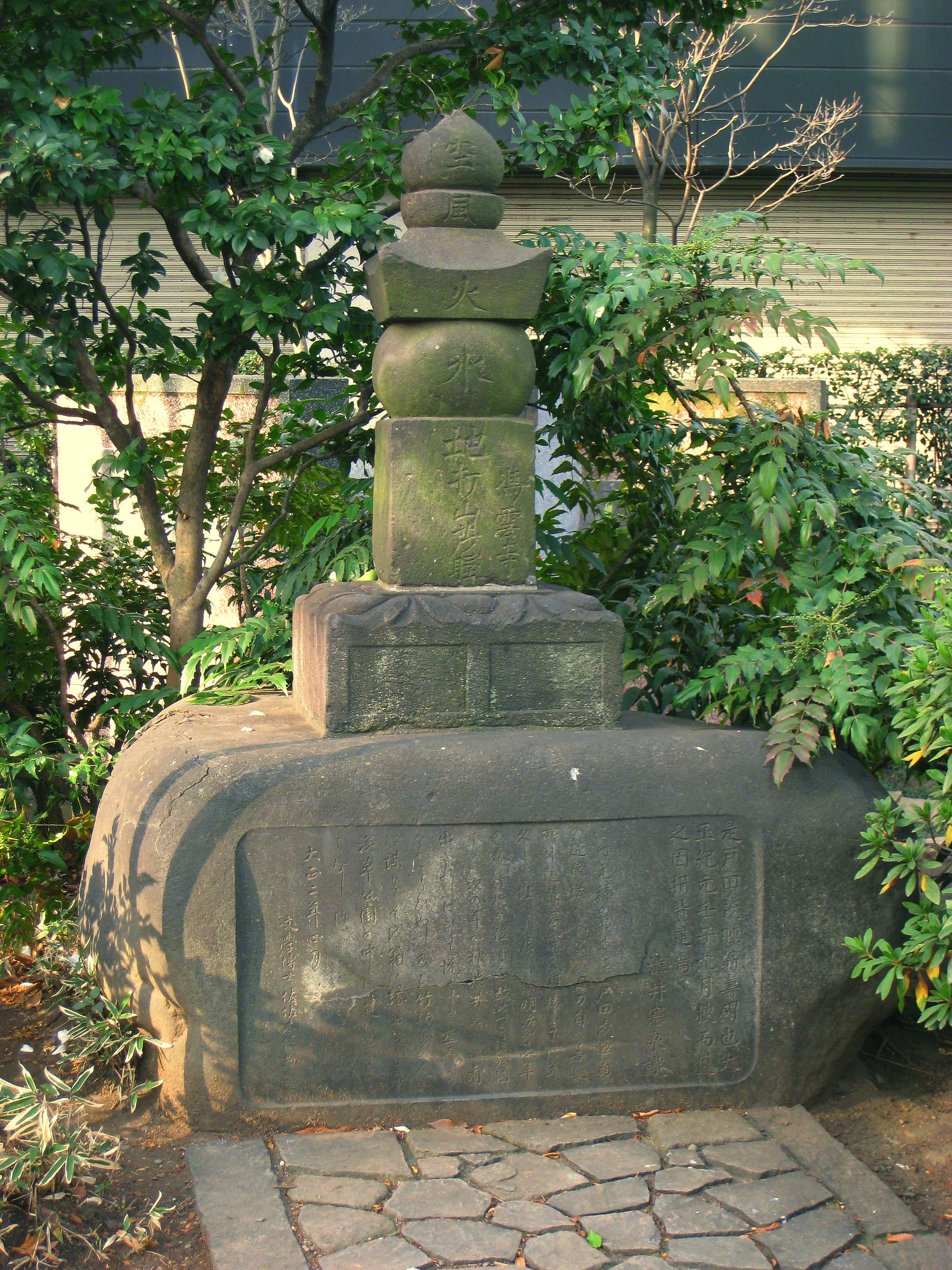
Toda Mosuis Grab auf dem Friedhof des Sensō-ji

- Januar: Ned Kynaston, englischer Schauspieler (* um 1640)
- 21. Januar: Adrien Baillet, französischer Kritiker (* 1649)
- 10. Februar: Petrus van Mastricht,  deutscher Philologe und reformierter Theologe (* 1630)
- 12. Februar: Balthasar Kindermann, deutscher Dichter (* 1636)
- 27. Februar: John Evelyn, Tagebuchautor, Architekt und Gartenbauer (* 1620)
- 06. März: Christian Gryphius, deutscher Pädagoge und Schuldramatiker sowie Sohn des Barockdichters Andreas Gryphius (* 1649)
- 10. Mai: Simon Rettenpacher, lateinisch- und deutschsprachiger Dramatiker, Lyriker und Chronist (* 1634)
- 6. August: Jean-Baptiste Du Hamel, französischer Philosoph (*  1624)
- 27. September: August Adolph von Haugwitz,  deutscher Lyriker und Dramatiker der Barockzeit (* 1647)
- 02. Dezember: Johann Georg Ahle, deutscher Komponist, Organist, Dichter und evangelischer Kirchenmusiker (* 1651)
- 03. Dezember: Aemilie Juliane von Schwarzburg-Rudolstadt, deutsche Dichterin (* 1637)
- 08. Dezember: Abraham Nicolas Amelot de la Houssaye, französischer Historiker (* 1634)
- 28. Dezember: Pierre Bayle, französischer Philosoph und Schriftsteller (* 1647)
- genaues Datum unbekannt: John Phillips, Satiriker (* 1631)
- genaues Datum unbekannt: Abraham Miguel Cardozo, spanisch-jüdischer Religionsphilosoph, Mystiker und Sabbatianer (* 1626)
- genaues Datum unbekannt: Francis Fuller, englischer medizinischer Schriftsteller, einer der Väter der Bewegungstherapie (* 1670)
- genaues Datum unbekannt: Maurus Rost, deutscher Benediktiner, Abt des Klosters Iburg und Historiker († 1633)
- genaues Datum unbekannt: Toda Mosui,  japanischer Samurai, Waka-Dichter und Kokugaku-Gelehrter (* 1629)
- genaues Datum unbekannt: Guillaume Vandive, französischer Buchdrucker und -händler (* 1680)